# 국화도
국화도(菊花島)는 경기도 화성시 우정읍 국화리에 속하는 섬이다. 부속 섬으로는 북쪽의 매박섬과 남쪽의 도지섬이 있고, 그 밖에 국화리가 관할하는 입파도가 있다.

## 개요
행정 구역이 경기도 화성시에 속하지만, 지리적으로는 화성시보다 충청남도 당진시에 훨씬 더 가까워 주민들의 생활권도 대체로 당진시에 속한다. 국화항에서 화성시 궁평항과 당진시 장고항을 오가는 배가 다니는데, 궁평항과의 거리는 12 km, 장고항과의 거리는 3 km이다. 사실상 수도권 지역의 섬에 속해있어서 대한민국 정부의 수도권 규제가 적용되는 지역이기도 하다.  
주민 일부가 충청남도 및 당진시에 편입되기를 희망하는 것으로 알려졌는데 화성시가 경기도 및 수도권 지역에 묶여서 수도권 규제 문제에 경제적으로 얽혀있는 상황에다가 지리적으로 당진시와 근접하여 외지생활에서도 거의 당진시내에서 해결하는 편이 많아 비수도권인 충청남도 및 당진시에 편입되길 바라는 여론이 있다. 당진시는 행정상 충청남도에 속하기 때문에 시 전역이 수도권 규제를 받지 않는 곳이다.  

## 지리
해안의 서쪽은 경사가 심하고, 남서쪽에는 해식애와 파식대가 존재한다. 암석은 엽리 구조를 보이는 호상편마암, 반상변정질편마암, 석회규산염암으로 구성되어 있다.
2008년의 조사에서는 75종의 식물이 확인되었다. 마을을 제외한 부분은 혼효림(混淆林)이며, 특히 섬의 서쪽에는 마을 다음으로 차지하는 면적이 넓은 소나무 군락이 분포한다. 무척추동물은 댕가리, 굴, 총알고둥, 고랑따개비, 무늬발게가 우점종이다. 이 외에 3종의 해조류가 발견되었다.